# HTC Radar
HTC Radar — смартфон 2011 года, выпущенный компанией HTC. Работает на базе операционной системы Windows Phone 7.5. Анонсирован 1 сентября 2011 года в Лондоне. Смартфон стал первым телефоном с Windows Phone 7.5 в Индии и в США (под названием HTC Radar 4G от оператора T-Mobile). Продажи в России начались в октябре 2011 года.
В ноябре и декабре 2011 года HTC Radar стал 3-м среди самых продаваемых телефонов у оператора T-Mobile в США.

## Описание
Смартфон имеет сенсорный дисплей диагональю 3,8 дюйма со стандартным разрешением 800 x 480 пикселей. Корпус телефона представляет собой моноблок — металлический, за исключением небольшой съёмной пластиковой крышки и области рядом с камерой. Производитель использовал для аппарата процессор Qualcomm Snapdragon s2 (MSM8255) с частотой 1 ГГц, графический ускоритель Adreno 205, оперативную память на 512 мегабайт и внутреннюю память объёмом 8 гигабайт, из которых пользователю доступно 6 Гб. Аппарат оснащён несъёмной аккумуляторной батареей 1520 мАч и двумя камерами: основная 5 мегапикселей — диафрагма f/2.2, BSI-сенсор, возможна запись видео 720р и фронтальная 0,3 Мп для видеозвонков.